# Diana Morant
Diana Morant Ripoll (Gandía, Valencia, 25 de junio de 1980) es una ingeniera de telecomunicación y política española, actual ministra de Ciencia, Innovación y Universidades del Gobierno de España desde noviembre de 2023, anteriormente ministra de Ciencia e Innovación desde julio de 2021, así como secretaria de Ciencia, Innovación y Universidades del Partido Socialista Obrero Español (PSOE) desde 2021. Es la actual Secretaria general del PSPV-PSOE desde marzo de 2024, siendo la primera mujer en ocupar el cargo. 
Inició su carrera política en el Partido Socialista Obrero Español el 11 de junio de 2011. Fue alcaldesa de Gandía (Valencia) desde junio de 2015 hasta julio de 2021. También ha sido diputada en la Diputación de Valencia desde julio de 2015 a mayo de 2017.

## Biografía
Diana Morant nació en el seno de una familia en la que es la mayor de dos hermanas. Vivió durante su infancia a caballo entre el barrio gandiense de Corea y la playa de Gandía, donde pasaba largas temporadas con su familia. Estudió Educación General Básica (EGB) en el colegio concertado religioso Abat Solà de Gandía y, más tarde, cursó el Bachillerato Unificado Polivalente (BUP) y el Curso de Orientación Universitaria (COU) en el Instituto María Enríquez de Gandía. Estudió en la Universidad Politécnica de Valencia Ingeniería de Telecomunicación, obteniendo la titulación en 2007.

## Carrera política
Tras tres años ejerciendo su carrera profesional como ingeniera en la empresa privada, en febrero de 2011 fue invitada por el entonces alcalde de Gandía, José Manuel Orengo Pastor, a formar parte de la candidatura del PSPV-PSOE de Gandía en las elecciones locales del 24 de mayo de 2011. En la candidatura, ocupó el puesto número 5 en la lista electoral. En aquellas elecciones, el PSPV-PSOE obtuvo 10 concejales, siendo nombrada oficialmente concejala del Ayuntamiento de Gandía el 11 de junio de 2011. Durante la legislatura de 2011 a 2015 fue regidora en la oposición.

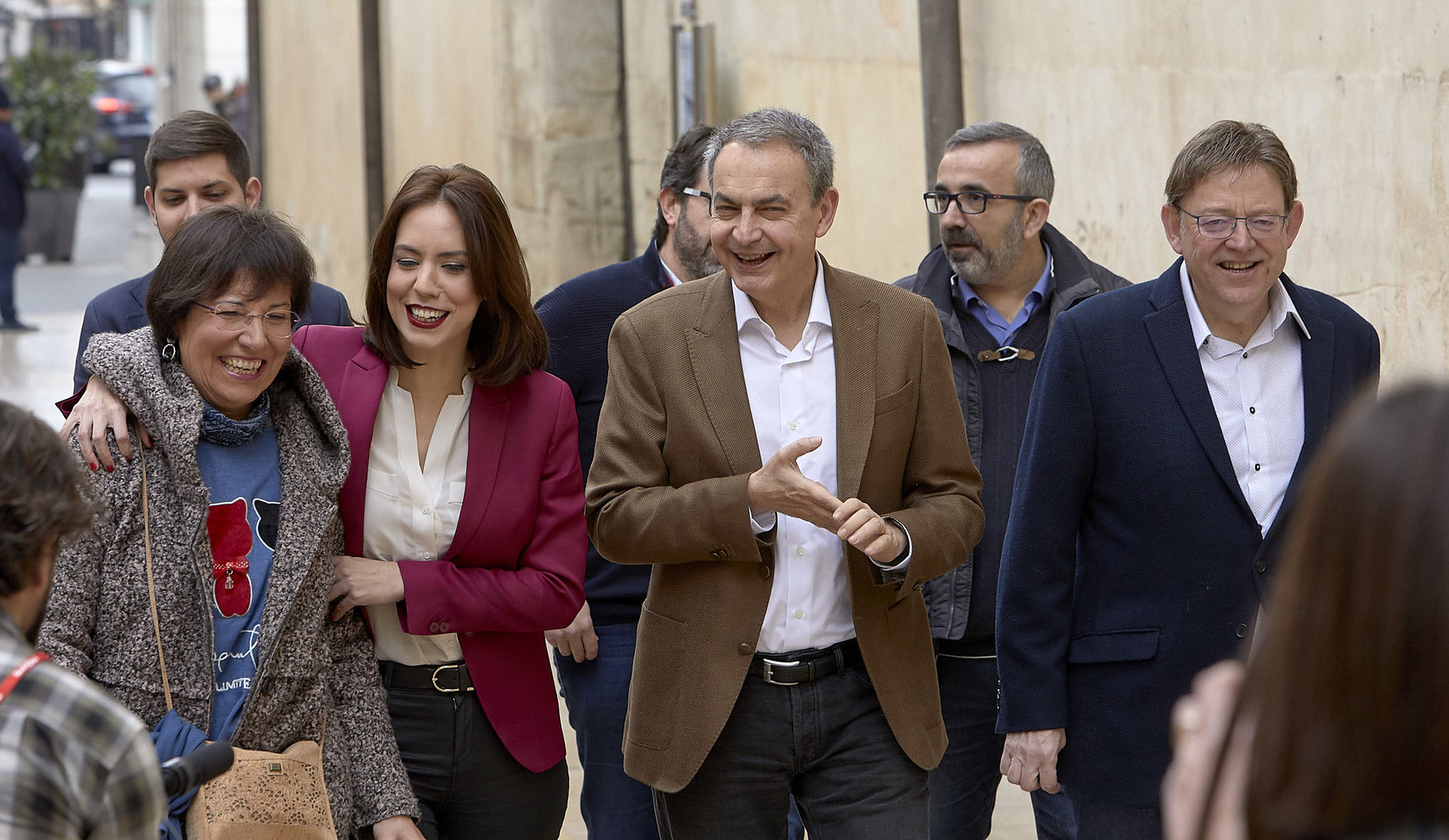
Pepa Frau, Morant, Zapatero y Ximo Puig.

En mayo de 2014 José Manuel Orengo, entonces secretario general del PSPV-PSOE de Gandía, anunció que daba un paso atrás y renunciaba a la secretaría general del partido. Diana Morant, entonces Secretaria de Organización, en junio de 2014 fue elegida secretaria general de los socialistas gandienses.
En octubre de 2014, Diana Morant presenta su candidatura al proceso de primarias que el PSPV puso en marcha para elegir a sus candidatos y candidatas a alcaldes y alcaldesas. La suya fue la única candidatura presentada, por lo que fue proclamada candidata del PSPV-PSOE a la alcaldía de Gandía para las elecciones de mayo de 2015.
En las elecciones municipales de 2015 el PP obtuvo 12 ediles, el PSPV-PSOE 7, la coalición Més Gandia 5 y Ciudadanos 1. Tres semanas después, el 13 de junio de 2015, en el pleno de investidura, Diana Morant obtuvo los apoyos de los concejales del PSPV-PSOE, Més Gandia y el edil de Ciudadanos, logrando así la alcaldía de Gandía poniendo final a cuatro años de gobierno en mayoría absoluta del PP.
Diana Morant se convertía en la segunda alcaldesa de Gandía y en la persona más joven en presidir el pleno de la ciudad como alcaldesa. En julio de 2015 fue propuesta por la comarca de la Safor-Valldigna, con el aval de la dirección nacional del PSPV-PSOE y de su secretario general, Ximo Puig, como diputada provincial, siendo más tarde nombrada diputada delegada de Mancomunidades y Comarcalización en el nuevo gobierno provincial presidido por Jorge Rodríguez Gramage. En mayo de 2017 dimitió como diputada para centrarse en su trabajo en la alcaldía de Gandía.
Durante su etapa como alcaldesa, Gandía fue nombrada Capital Cultural Valenciana, siendo esta la primera vez que la Conselleria d'Educació, Investigació, Cultura i Esport de la Generalitat Valenciana otorgaba esta distinción. Una capitalidad que tuvo su acto inaugural el 22 de junio de 2017 en la plaza Major de Gandía.
Diana Morant Ripoll repitió como candidata del PSPV-PSOE a la alcaldía de Gandía y en las elecciones celebradas el 26 de mayo de 2019 la candidatura socialista que lideraba fue la más votada en el municipio. Se convertía en la persona más joven en ganar las elecciones de la ciudad. Los resultados fueron los siguientes:
| Partido                    | Votos  | %     | Concejales |
| -------------------------- | ------ | ----- | ---------- |
| PSOE                       | 11.906 | 35,76 | 11 (+4)    |
| PP                         | 10.597 | 31,83 | 9 (-3)     |
| Compromís Més Gandia Unida | 4.740  | 14,24 | 4 (-1)     |
| Cs                         | 1.822  | 5,47  | 1 (0)      |
| VOX                        | 1.465  | 4,40  | 0 (0)      |
| Podemos                    | 1.076  | 3,23  | 0 (0)      |
| Els verds                  | 1.075  | 3,23  | 0 (0)      |
| Demòcrates valencians      | 355    | 1,07  | 0 (0)      |

El 15 de junio de 2019 Diana Morant Ripoll es investida alcaldesa de Gandía con una mayoría de 15 votos (11 concejales del PSPV más los 4 de Compromís Més Gandia Unida). En virtud del acuerdo bautizado como el Pacte del Serpis, la alcaldesa de Gandía dirige un gobierno de 15 concejales, el más amplio de la historia democrática de la ciudad, conformada por las dos formaciones que votaron a favor suyo en la investidura.
El 12 de julio de 2021 es nombrada ministra de Ciencia e Innovación del Gobierno de España por el presidente del Gobierno Pedro Sánchez, sustituyendo en el cargo a Pedro Duque.
Diana Morant encabezaría la lista por la provincia de Valencia para el Congreso de los Diputados en la convocatoria de las elecciones nacionales del 23 de julio de 2023. Como resultado de estas elecciones es elegida diputada al Congreso, compatibilizando el cargo con el de Ministra de Ciencia e Innovación en funciones. El 21 de noviembre de 2023 repite como ministra del nuevo ejecutivo para la XV legislatura, incorporando las competencias del hasta entonces Ministerio de Universidades, pasando a ser ministra de Ciencia, Innovación y Universidades, y deja el acta de Diputada.
En enero de 2024 en el proceso de renovación de la secretaría general del PSPV-PSOE con tres precandidatos (Diana Morant, Carlos Bielsa y Alejandro Soler), son convocados en la sede central del PSOE en Madrid por el secretario de organización Santos Cerdán y acuerdan que será Diana Morant quien ocupe el puesto, puesto para el que sale proclamada en congreso extraordinario de marzo 2024 

## Distinciones y condecoraciones
- Dama Gran Cruz de la Orden de la Estrella Polar. (Reino de Suecia, 2021).[12]